# Жечо Атанасов
Жечо Господинов Атанасов е български учен, педагог.

## Биография
Роден е на 22 декември 1919 г. в Ямбол. През 1942 г. завършва педагогика с втора специалност немска филология. По време на Втората световна война изкарва службата си в Школа за запасни офицери в София. След 9 септември се включва във войната като командир в четвърти конен полк. От 1946 г. става асистент в Софийския университет. През 1952 г. е доцент, а от 1960 г. и професор. От 1957 до 1960 г. е декан на Философско-исторически факултет на СУ. Между 1962 и 1964 г. е заместник-ректор на университета. По-късно още два пъти е заместник-ректор (1966 – 1968, 1970 – 1974). От 1970 до 1985 г. започва да ръководи катедрата по теория и история на педагогиката. През 1954 г. става научен сътрудник към Педагогическия институт при БАН. Специализира два пъти в Лайпциг през 1961 г. и Стокхолм през 1968 г. по въпросите на детската литература. През 1981 г. води лекции като гостуващ професор в Университета в Халдесхайм. От 1975 г. е председател на Българското педагогическо дружество. Остава на тази позиция до 1985 г. Между 1983 и 1988 г. е главен редактор на „Годишник. История на образованието в България“. Умира на 9 май 2000 г. в София. Награждаван е с орден „Народна република България“ (1979).

## Произведения
- Основи на естетическото възпитание, изд. Народна просвета, 1975 г.

(списъкът не е пълен)

## Памет
На Жечо Атанасов е наречена улица в квартал „Витоша“ в София (Карта).